# Hvozdîkivka, Snovsk
Hvozdîkivka (în ucraineană Гвоздиківка) este un sat în comuna Stari Borovîci din raionul Snovsk, regiunea Cernihiv, Ucraina.

## Demografie
Componența lingvistică a localității Hvozdîkivka
     Ucraineană (94,42%)
     Rusă (4,72%)
     Alte limbi (0,86%)
Conform recensământului din 2001, majoritatea populației localității Hvozdîkivka era vorbitoare de ucraineană (94,42%), existând în minoritate și vorbitori de rusă (4,72%).